# Solomon Gordon
Solomon Gordon (* 2005 in Northampton, England) ist ein britischer Schauspieler, der in den Filmen Jim Knopf und Lukas der Lokomotivführer (2018) und Jim Knopf und die Wilde 13 (2020) die Rolle Jim Knopf spielte.

## Leben
Seine ersten Schauspielerfahrungen sammelte Gordon von Februar 2014 bis Februar 2015 am Lyceum Theatre in London beim Musical Der König der Löwen, in dem er den jungen Simba verkörperte. 
In der Wintersaison 2016/17 spielte er zudem am Palace Theatre in Watford die Rolle des jungen Travis in Lorraine Hansberrys Familiendrama A Raisin in the Sun.
2016 nahm der damals 11-jährige Gordon am Casting für die Verfilmung von Jim Knopf und Lukas der Lokomotivführer teil und erhielt schließlich die Rolle des Jim Knopf an der Seite von Henning Baum als Lukas. Gordon spielt diese Rolle auch in der 2020 erschienenen Fortsetzung Jim Knopf und die Wilde 13.

## Filmografie
- 2018: Jim Knopf und Lukas der Lokomotivführer
- 2020: Jim Knopf und die Wilde 13